# Какэгава (княжество)
Княжество Какэгава (яп. 掛川藩 Какэгава-хан) — феодальное княжество (хан) в Японии периода Эдо (1601—1868), в провинции Тотоми региона Токайдо на острове Хонсю (современная префектура Сидзуока).

## Краткая информация
Административный центр княжества: замок Какэгава (современный город Какэгава, префектура Сидзуока).
Доход хана:
- 1601—1617 годы — 35 000 коку риса
- 1617—1619 годы — 28 000 коку
- 1619—1623 годы — 30 000 коку риса
- 1625—1632 годы — 40 000 коку
- 1633—1635 годы — 25-35 000 коку риса
- 1635—1639 годы — 40 000 коку
- 1639—1644 годы — 70 000 коку риса
- 1644—1648 годы — 25 000 коку
- 1648—1659 годы — 30 000 коку риса
- 1659—1706 годы — 35 000 коку
- 1706—1713 годы — 40 000 коку
- 1713—1746 годы — 60 000 коку риса
- 1746—1868 годы — 50 000 коку

## История княжества
В период Сэнгоку замок Какэгава принадлежал могущественному роду Имагава. После поражения клана Имагава от Оды Нобунаги в битве при Окэхадзиме (1560) замок Какэгава вместе со всей провинцией Тотоми перешел под власть Такэда Сингэна. Асахина Ясутомо, вассал Имагава, сдал замок Какэгаву Токугава Иэясу, союзнику рода Такэда. После смерти Такэды Сингэна Токугава Иэясу подчинил своей власти всю провинцию Тотоми. Управляющим замка Какэгава был назначен военачальник Исикава Иэнари, вассал рода Мацудайра. В 1590 году Токугава Иэясу получил во владение от Тоётоми Хидэёси обширные домены в районе Канто, но взамен вынужден был отказаться от прежних владений в регионе Токайдо. Тоётоми Хидэёси назначил правителем домена Какэгва (провинция Тотоми) Ямаути Кацутоё (1546—1605), который укрепил замок и его оборонительную систему. В 1600 году после битвы при Сэкигахара Токугава Иэясу восстановил свою власть над регионом Токайдо. Ямаути Кацутоё, поддержавший Иэясу, получил во владение Коти-хан в провинции Тоса (остров Сикоку) с доходом 242 000 коку.
В феврале 1601 года правителем Какэгава-хана был назначен Мацудайра (Хисамацу) Садакацу (1560—1624), сводный брат Токугавы Иэясу. В апреле 1607 года он получил во владение Фусими-хан в провинции Ямасиро. Вторым правителем княжества стал его второй сын Мацудайра Садаюки (1587—1668), который в 1617 году был переведен в Кувана-хан (провинция Исэ).
В 1617—1619 годах Какэгава-хан принадлежал Андо Наоцугу (1555—1635), который имел доход 28 000 коку. В 1619 году его перевели в Танабэ-хан (провинция Кии).
В 1619—1623 годах доменом владел Мацудайра (Хисамацу) Садацуна (1592—1652), ранее правивший в Симоцума-хане (провинция Хитати). Его доход был увеличен до 30 000 коку. В 1623 году Садацуна был переведен в Ёдо-хан (провинция Ямасиро).
В 1624—1632 годах Какэгава-хан принадлежал Асакуре Нобумасе (1573—1637), ближайшему советнику Токугавы Таданаги. После самоубийства Таданаги Асакура Нобумаса был лишен владений и состав в Корияму (провинция Ямато).
В 1633—1635 годах княжество принадлежало Аояме Юкинари (1586—1643), который имел доход в размере 33 000 коку. В 1635 году его перевели в Амагасаки-хан (провинция Сэтцу).
В 1635 году в Какэгаву был переведен из Танака-хана (провинция Суруга) Мацудайра Тадасигэ (1601—1639). Его доход был увеличен до 40 000 коку риса. В 1639 году ему наследовал сын Мацудайра Тадамото (1634—1696), который через месяц после смерти отца был переведен в Иияма-хан (провинция Синано). В 1639 году в Какэгава-хан был назначен правителем Хонда Тадаёси (1602—1676), ранее владевший Химедзи Нитта ханом в провинции Харима. Его доход был увеличен до 70 000 коку. Однако в 1644 году Хонда Тадаёси был переведен в Мураками-хан (провинция Этиго).
В 1644—1648 годах княжеством владел Мацудайра Тадахару (1598—1669), бывший правитель Танака-хана. Его доход был снижен до 25 000 коку. В 1648 году Тадахару получил во владение Камэяма-хан в провинции Тамба. В 1648 году из Танака-хана в Какэгава-хан был переведен Ходзё Удзисигэ (1595—1658), который скончался в 1658 году, не оставив наследника.
В 1659—1706 годах Какэгава-хан принадлежал роду Ии. В феврале 1659 года новым правителем домена ста Ии Наоёси (1618—1672), переведенный туда из Нисио-хана в соседней провинции Микава. Его потомки владели княжеством до 1706 года. В 1706 году 4-й даймё Ии Наонори (1694—1742) был переведен Ёита-хан (провинция Этиго).
В 1706—1711 годах Какэгава-хан принадлежал Мацудайре Тадатаке (1682—1756), бывшему правителю Иияма-хана (провинция Синано). В 1711 году он получил во владение Амагасаки-хан в провинции Сэтцу.
В 1711—1746 годах княжество принадлежало роду Огасавара. В 1711 году в Какэгава-хан из Ивацуки-хана (провинция Мусаси) был переведен Огасавара Нагахиро (1690—1752). В 1739 году он передал власть в княжестве своему приемному сыну Огасаваре Нагацунэ (1722—1744). В 1744 году ему наследовал сын Огасавара Нагаюки (1740—1776), который в 1746 году был переведен в Танагура-хан в провинции Муцу.
В 1746—1868 годах Какэгава-хан управлялся родом Ота. В 1746 году первым даймё стал Ота Сукэтоси (1720—1764), ранее владевший Татэбаяси-ханом в провинции Кодзукэ. Его потомки владели доменом вплоть до 1868 года. В феврале 1869 года 7-й даймё Ота Сукэёси был переведен в Мацуо-хан (松尾藩?) в провинции Кадзуса. Территория Какэгава-хана была включена в состав новообразованного Сидзуока-хана, созданного для последнего сёгуна Токугавы Ёсинобу.

## Правители княжества
- Род Мацудайра (ветвь Хисамацу), 1601—1617 (фудай-даймё)

| № | Имя                           | Имя      | Годы правления | Годы жизни  | Примечания                                                                          |
| - | ----------------------------- | -------- | -------------- | ----------- | ----------------------------------------------------------------------------------- |
| 1 | Мацудайра (Хисамацу) Садакацу | 松平定勝 | 1601 — 1607    | 1560 — 1624 | Пятый сын Хисамацу Тосикацу (1526—1587), сводный брат первого сёгуна Токугава Иэясу |
| 2 | Мацудайра Садаюки             | 松平定行 | 1607 — 1617    | 1587 — 1668 | Второй сын и преемник Мацудайры Садакацу                                            |

- Род Андо, 1617—1619 (фудай-даймё)

| № | Имя          | Имя      | Годы правления | Годы жизни  | Примечания            |
| - | ------------ | -------- | -------------- | ----------- | --------------------- |
| 1 | Андо Наоцугу | 安藤直次 | 1617 — 1619    | 1555 — 1635 | Вассал Токугава Иэясу |

- Род Мацудайра (ветвь Хисамацу), 1619—1623 (фудай-даймё)

| № | Имя                           | Имя      | Годы правления | Годы жизни  | Примечания                    |
| - | ----------------------------- | -------- | -------------- | ----------- | ----------------------------- |
| 1 | Мацудайра (Хисамацу) Садацуна | 松平定綱 | 1619 — 1623    | 1592 — 1652 | Третий сын Мацудайры Садакацу |

- Род Асакура, 1624—1632 (фудай-даймё)

| № | Имя              | Имя      | Годы правления | Годы жизни  | Примечания                                                                                         |
| - | ---------------- | -------- | -------------- | ----------- | -------------------------------------------------------------------------------------------------- |
| 1 | Асакура Нобумаса | 朝倉宣正 | 1619 — 1623    | 1573 — 1637 | Племянник 11-го главы рода Асакура — Асакура Ёсикагэ, служил Тоётоми Хидэёси, затем Токугава Иэясу |

- Род Аояма, 1633—1635 (фудай-даймё)

| № | Имя           | Имя      | Годы правления | Годы жизни  | Примечания                |
| - | ------------- | -------- | -------------- | ----------- | ------------------------- |
| 1 | Аояма Юкинари | 青山幸成 | 1633 — 1635    | 1586 — 1643 | Второй сын Аояма Таданари |

- Род Мацудайра (ветвь Сакураи), 1635—1639 (фудай-даймё)

| № | Имя                | Имя      | Годы правления | Годы жизни   | Примечания                        |
| - | ------------------ | -------- | -------------- | ------------ | --------------------------------- |
| 1 | Мацудайра Тадасигэ | 松平忠重 | 1635 — 1639    | 1601 — 1639  | Сын Мацудайры Тадаёри             |
| 2 | Мацудайра Тадатомо | 松平忠倶 | 1639           | 1634 — 16968 | Сын и преемник Мацудайры Тадасигэ |

- Род Хонда, 1639—1644 (фудай-даймё)

| № | Имя           | Имя      | Годы правления | Годы жизни  | Примечания                |
| - | ------------- | -------- | -------------- | ----------- | ------------------------- |
| 1 | Хонда Тадаёси | 本多忠義 | 1639 — 1644    | 1602 — 1676 | Третий сын Хонды Тадамасы |

- Род Мацудайра (ветвь Фудзии), 1644—1648 (фудай-даймё)

| № | Имя                | Имя      | Годы правления | Годы жизни  | Примечания                   |
| - | ------------------ | -------- | -------------- | ----------- | ---------------------------- |
| 1 | Мацудайра Тадахару | 松平忠晴 | 1644 — 1648    | 1598 — 1669 | Второй сын Мацудайры Нобуёси |

- Род Ходзё, 1648—1658 (фудай-даймё)

| № | Имя            | Имя      | Годы правления | Годы жизни  | Примечания                                   |
| - | -------------- | -------- | -------------- | ----------- | -------------------------------------------- |
| 1 | Ходзё Удзисигэ | 北条氏重 | 1648 — 1658    | 1595 — 1658 | Сын Хосины Масанао, усыновлён Ходзё Удзикацу |

- Род Ии, 1659—1706 (фудай-даймё)

| № | Имя        | Имя      | Годы правления | Годы жизни  | Примечания                                     |
| - | ---------- | -------- | -------------- | ----------- | ---------------------------------------------- |
| 1 | Ии Наоёси  | 井伊直好 | 1659 — 1672    | 1576 — 1655 | Старший сын Ии Наокацу                         |
| 2 | Ии Наотакэ | 井伊直武 | 1672 — 1694    | 1650 — 1697 | Сын и преемник Ии Наоёси                       |
| 3 | Ии Наотомо | 井伊直朝 | 1694 — 1705    | 1680 — 1715 | Старший сын Ии Наотакэ                         |
| 4 | Ии Наонори | 井伊直矩 | 1705 — 1706    | 1694 — 1742 | Четвертый сын Ии Наоцунэ, усыновлён Ии Наотомо |

- Род Мацудайра (ветвь Сакураи), 1706—1711 (фудай-даймё)

| № | Имя                | Имя      | Годы правления | Годы жизни  | Примечания                                                   |
| - | ------------------ | -------- | -------------- | ----------- | ------------------------------------------------------------ |
| 1 | Мацудайра Тадатака | 松平忠喬 | 1706 — 1711    | 1682 — 1756 | Сын Мацудайры Тадацугу (1652—1715) и внук Мацудайры Тадатомо |

- Род Огасавара, 1711—1746 (фудай-даймё)

| № | Имя                | Имя        | Годы правления | Годы жизни  | Примечания                                                           |
| - | ------------------ | ---------- | -------------- | ----------- | -------------------------------------------------------------------- |
| 1 | Огасавара Нагахиро | 小笠原長煕 | 1711 — 1739    | 1690 — 1752 | Второй сын Огасавары Нагасигэ                                        |
| 2 | Огасавара Нагацунэ | 小笠原長庸 | 1739 — 1744    | 1722 — 1744 | Второй сын хатамото Огасавары Нагаоки, усыновлён Огасаварой Нагахиро |
| 3 | Огасавара Нагаюки  | 小笠原長恭 | 1744 — 1746    | 1740 — 1776 | Сын и преемник Огасавары Нагацунэ                                    |

- Род Ота, 1746—1868 (фудай-даймё)

| № | Имя               | Имя       | Годы правления | Годы жизни  | Примечания                                          |
| - | ----------------- | --------- | -------------- | ----------- | --------------------------------------------------- |
| 1 | Ота Сукэтоси      | 太田資俊  | 1746 — 1763    | 1720 — 1764 | Старший сын Оты Сукэхару                            |
| 2 | Ота Сукэёси (I)   | 太田 資愛 | 1763 — 1805    | 1739 — 1805 | Второй сын и преемник Оты Сукэтоси                  |
| 3 | Ота Сукэнобу      | 太田 資順 | 1805 — 1808    | 1762 — 1808 | Второй сын Оты Сукэёси                              |
| 4 | Ота Сукэтоки      | 太田 資言 | 1808 — 1810    | 1769 — 1810 | Четвертый сын Оты Сукэёси                           |
| 5 | Ота Сукэмото      | 太田 資始 | 1810 — 1841    | 1799 — 1867 | Третий сын Хотты Масадзанэ, усыновлён Отой Сукэтоки |
| 6 | Ота Сукэкацу      | 太田 資功 | 1841 — 1862    | 1827 — 1862 | Старший сын и преемник Оты Сукэмото                 |
| 7 | Ота Сукэёси (II), | 太田 資美 | 1862 — 1868    | 1854 — 1913 | Седьмой сын 5-го даймё Оты Сукэмото                 |